# Прютцман, Ганс Адольф
Ганс Адольф Прютцман (нем. Hans-Adolf Prützmann, 31 августа 1901, Толькемит — 21 мая 1945, Люнебург) — военный и полицейский деятель Германии, обергруппенфюрер СС и генерал полиции и войск СС. Занимая высший пост в латвийской оккупационной администрации, ответственен за помещение в гетто и дальнейшее уничтожение десятков тысяч евреев республики.

## Биография
Родился 31 августа 1901 года в городе Толькемит в провинции Западная Пруссия. Окончил гимназию, затем изучал сельское хозяйство в Гёттингене.
В 1918 году вступил во фрайкор. В 1923 году принял участие в подавлении восстания в Верхней Силезии. Затем в течение семи лет работал сельскохозяйственным чиновником в провинциях Померания, Бранденбург и Восточная Пруссия. В 1929 году вступил в СА. В 1930 году покинул СА и вступил в СС в том же году. В то же время вступил в НСДАП. Депутат рейхстага, в начале 1933 года получил звание бригадефюрера СС, в феврале 1934 года стал группенфюрером СС.
Работал руководителем оберабшнита СС «Юго-Запад» в Штутгарте, с марта 1937 года по май 1941 был руководителем оберабшнита «Северо-Восток» в Кёнигсберге.
В апреле 1941 года стал генерал-лейтенантом полиции. С июня по октябрь 1941 года — руководитель СС и полиции на севере России. Этот же пост он занимал на Украине и Юге России до лета 1944 года. С 9 ноября 1941 года — обергруппенфюрер СС и генерал полиции и войск СС.
Летом 1944 года командовал кампфгруппой «Прютцман» на Украине, был награждён Немецким крестом в золоте.
С июня по ноябрь 1941 года — высший руководитель СС в оккупированной Латвии, ответственен за отправку десятков тысяч евреев в гетто в крупных городах Латвии и Холокост на территории оккупированной республики.
В сентябре 1944 года был назначен Генрихом Гиммлером генерал-инспектором специальной обороны, руководил созданием организации «Вервольф». Имея опыт в борьбе с партизанским движением на Украине, планировал обучать членов организации тактике советских партизан.
В начале 1945 года по приказу Гиммлера организовал убийство бургомистра Ахена Франца Оппенхофа, назначенного на этот пост американцами.
Незадолго до окончания войны попал в плен к союзникам. Покончил жизнь самоубийством в тюрьме в Люнебурге 21 мая 1945 года.

## Награды
- Железный крест 2-го класса (1941)
- Железный крест 1-го класса (1943)
- Шеврон старого бойца
- Спортивный знак СА в бронзе
- Германский спортивный знак в серебре
- Крест военных заслуг 2-й степени с мечами (1940)
- Крест военных заслуг 1-й степени с мечами (1943)
- Медаль «За зимнюю кампанию на Востоке 1941/42» «Восточная медаль»
- Немецкий крест в золоте (16.06.1944)
- Золотой партийный знак НСДАП
- Медаль За выслугу лет в НСДАП в бронзе и серебре
- Медаль «За выслугу лет в CC»
- Кольцо «Мёртвая голова»
- Почетная шпага рейхсфюрера СС